# Telesync
Telesync är en term som används i samband med piratkopiering av filmer för att beskriva tillvägagångssättet av kopieringen.
En telesync är en videokopia av en film som spelats in på en biograf med en filmkamera, ofta en professionell kamera på stativ inspelat från projektorrummet, med direktanslutning för ljudet. Telesync har oftast betydligt bättre ljud- och videokvalitet än filmer som är markerade med "cam" som inspelningsmetod, där skillnaden oftast är att i cam är både ljud och bild inspelade med vanlig handkamera av någon som sitter i publiken.